# Église Sainte-Croix de Thorrent
Pour les articles homonymes, voir église Sainte-Croix.
L'église Sainte-Croix de Thorrent est une église romane située dans le hameau de Thorrent, à Sahorre, dans le département français des Pyrénées-Orientales,.

## Situation
Située sur la voie dite Chemin du chateau, à un kilomètre à vol d'oiseau à l'ouest de la commune de Sahorre, 1 800 mètres à pied du centre du bourg, elle est à 50 mètres en contrebas du château dont elle est distante à pied de 300 mètres. Elle est réputée être reliée par un souterrain à la crypte à l'origine de la construction du château.

## Histoire
L'église est citée dès l'an 1363, « en 1347 , Bernard Teresac, prêtre, est  bénéficier  dans  la  chapelle Sainte Croix de Toren » d'après Albert Cazes. Probable ancienne chapelle castrale elle a été église paroissiale, sa fondation peut remonter au Xe – XIe siècle. En 1992 la fondation pour la sauvegarde de l'art français soutient une restauration de la chapelle. Les amis de la chapelle de Thorrent, association crée en 1986, entretient, restaure et anime l'édifice. Son vocable est lié à une statue reliquaire d'une Vierge à l'Enfant, encore conservée, dite la Santa Creu de Torèn qui aurait contenu un morceau de la Vraie Croix,.

## Description
Cet édifice simple, orienté (façade à l'ouest, chevet à l'est), est construit en pierre du pays : marbres gris et jaunes marqué par du minerai de fer rouge. Il mesure environ treize mètres sur sept. Il est constitué d'une nef rectangulaire voûtée en berceau brisé prolongée par une abside semicirculaire un peu plus étroite couverte en cul-de-four dont elle est séparée par un arc brisé. La façade occidentale est surmontée d'un clocher-mur et le toit est couvert de Lauzes. L'entrée se fait par une ouverture en plein cintre sur le mur sud.